# Art Center College of Design

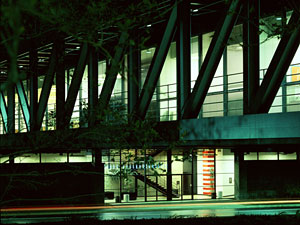
Bridge Building auf dem Hillside Campus des Art Center College of Design von Architekt Craig Ellwood

Das Art Center College of Design ist eine US-amerikanische Privatuniversität in Pasadena, Kalifornien. Sie gehört zu den führenden Designschulen der USA. Angeboten werden Studien in Werbung, Unterhaltungsdesign, Environmental Design, Film, Kunst, Grafikdesign, Illustration, Interaktives Design, Fotografie und Imaging, Produktdesign und Automobildesign.

## Geschichte
Gegründet wurde die Designschule mit dem Namen Art Center 1930 von dem Werber Edward A. Adams, der auch als Direktor fungierte, mit den Zweigen Werbung, Publishing und Industriedesign. Ansel Adams unterrichtete Fotografie. An zusätzlichen Untergraduiertenprogrammen wurden gestartet 1967 Kunst, 1973 Film, 1984 Grafikdesign, 1981 Produktdesign, 1992 Environmental Design and 2008 Entertainment Design. Neue Graduiertenangebote wurden gestartet 1975 Broadcast Cinema, 1986 Kunst, 2000 Mediendesign und 2004 Industriedesign.

## Gebäude
Das College Art verfügt über zwei Standorte: den Hillside Campus und den Südcampus.
Der Hillside Campus oberhalb von Pasadena in den San Rafael Hills liegt auf einem 71 ha großen Grundstück. Sein Zentrum ist das Bridge Building des Architekten Craig Ellwood von 1976, das ein ausgetrocknetes Flusstal und eine Straße überspannt.
Der South Campus, eröffnet 2004, ist in einem ehemaligen Windkanal aus dem Zweiten Weltkrieg untergebracht, der von Architekt Kevin Daly bis 2009 renoviert und umgestaltet wurde.

## Zahlen zu den Studierenden, den Dozenten und zum Vermögen
Im Herbst 2021 waren 2.319 Studierende am Art Center eingeschrieben. Davon strebten 2.028 (87,5 %) ihren ersten Studienabschluss an, sie waren also undergraduates. Von diesen waren 58 % weiblich und 42 % männlich; 32 % bezeichneten sich als asiatisch, 1 % als schwarz/afroamerikanisch, 9 % als Hispanic/Latino, 12 % als weiß und weitere 43 % kamen aus dem Ausland. 291 (12,5 %) arbeiteten auf einen weiteren Abschluss hin, sie waren graduates. Es lehrten 532 Dozenten an der Universität, davon 142 in Vollzeit und 390 in Teilzeit.
Der Wert des Stiftungsvermögens des Colleges lag 2021 bei 133,3 Mio. US-Dollar und damit 35,8 % höher als im Jahr 2020, in dem es 98,1 Mio. US-Dollar betragen hatte.

## Bekannte Absolventen
Bekannte Absolventen sind
- im Bereich Environmental Design Bruce Burdick, Lance Charles
- im Bereich Automobildesign Chris Bangle, Henrik Fisker (bis 1989 an der Schweizer Zweigstelle), Miguel Galluzzi, Franz von Holzhausen, J Mays, Kris Tomasson
- im Bereich Film Roger Avary, Michael Bay, Irvin Kershner, Ralph McQuarrie, Syd Mead, Matthew Rolston, Tarsem Singh, Zack Snyder
- im Bereich Kunst Eyvind Earle, Thomas Kinkade, Craig Mullins, Bob Peak
- im Bereich Grafikdesign Mike Shinoda
- im Bereich Illustration Tara McPherson, Drew Struzan
- im Bereich Fotografie Jeffrey Jones, Ron Galella, Matthew Rolston, Hiroshi Sugimoto
- im Bereich Produktdesign Yves Béhar

## Zulassung
Das College ist akkreditiert von der Western Association of Schools and Colleges und der National Association of Schools of Art and Design.